# سالم بن سواده
سالم بن سواده (عربی: سالم بن سوادة التميمي) فرمانروای مصر در دوران خلافت عباسی بود.